# Ондскот
Ондско́т (фр. Hondschoote) — коммуна во Франции, регион О-де-Франс, департамент Нор, округ Дюнкерк, кантон Ворму. Расположена в 63 км от Лилля и 24 км от Дюнкерка, на границе с Бельгией. В дореволюционных источниках нередко используются названия: Гондскоот, Гонсхот, Гондешот и Гондскот.
Население (2017) — 4 083 человека.

## История
В Средние века Ондскот был процветающим центром суконной промышленности, сырьем для которой являлся лен, выращиваемый на прилегающих землях.

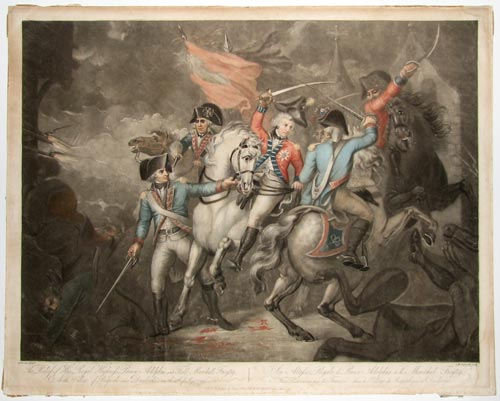
Битва при Ондскоте

С XVI века, однако, город, отошедший к Испанским Нидерландам, неоднократно подвергался разграблению во время частых войн. В 1566 году местные нищие ворвались в церковь и разграбили её, что дало толчок к восстанию по всему побережью Нидерландов и усилению позиций кальвинистов в регионе.
Неоднократно восстанавливаясь после разорений, город не пережил частых нападений французских войск во второй половине XVII века; многие ремесленники бежали в нынешнюю Бельгию и Англию, принеся с собой многовековые традиции французских ткачей.
В сентябре 1793 года, в ходе войны первой коалиции, город стал местом Битвы при Ондскоте, одного из ключевых сражений Революционных войн во Франции. Местные добровольцы оказали упорное сопротивление англичанам и вынудили их отступить и снять осаду Дюнкерка.

## Достопримечательности
- Церковь Святого Ведаста XVI—XVII веков
- Здание мэрии XVI века

## Экономика
Структура занятости населения:
- сельское хозяйство — 6,8 %
- промышленность — 11,2 %
- строительство — 3,7 %
- торговля, транспорт и сфера услуг — 27,5 %
- государственные и муниципальные службы — 50,8 %

Уровень безработицы (2017) — 14,7 % (Франция в целом — 12,8 %, департамент Нор — 17,2 %). 

Среднегодовой доход на 1 человека, евро (2017) — 19 350 (Франция в целом — 25 140, департамент Нор — 18 575).

## Демография
Динамика численности населения, чел.

## Администрация
Пост мэра Ондскота с 2001 года возглавляет Эрве Сезон (Hervé Saison). На муниципальных выборах 2020 года возглавляемый им правый список был единственным.
| Период | Период | Фамилия      | Партия                                        | Примечания                                      |
| ------ | ------ | ------------ | --------------------------------------------- | ----------------------------------------------- |
| 1945   | 1981   | Даниэль Пеен | Разные правые, Союз за французскую демократию | член Генерального совета департамента           |
| 1981   | 2001   | Клод Госсе   | Союз за французскую демократию                | вице-президент Генерального совета департамента |
| 2001   |        | Эрве Сезон   | Разные правые                                 | территориальный атташе                          |

## Города-побратимы
- Остербуркен, Германия

## Галерея

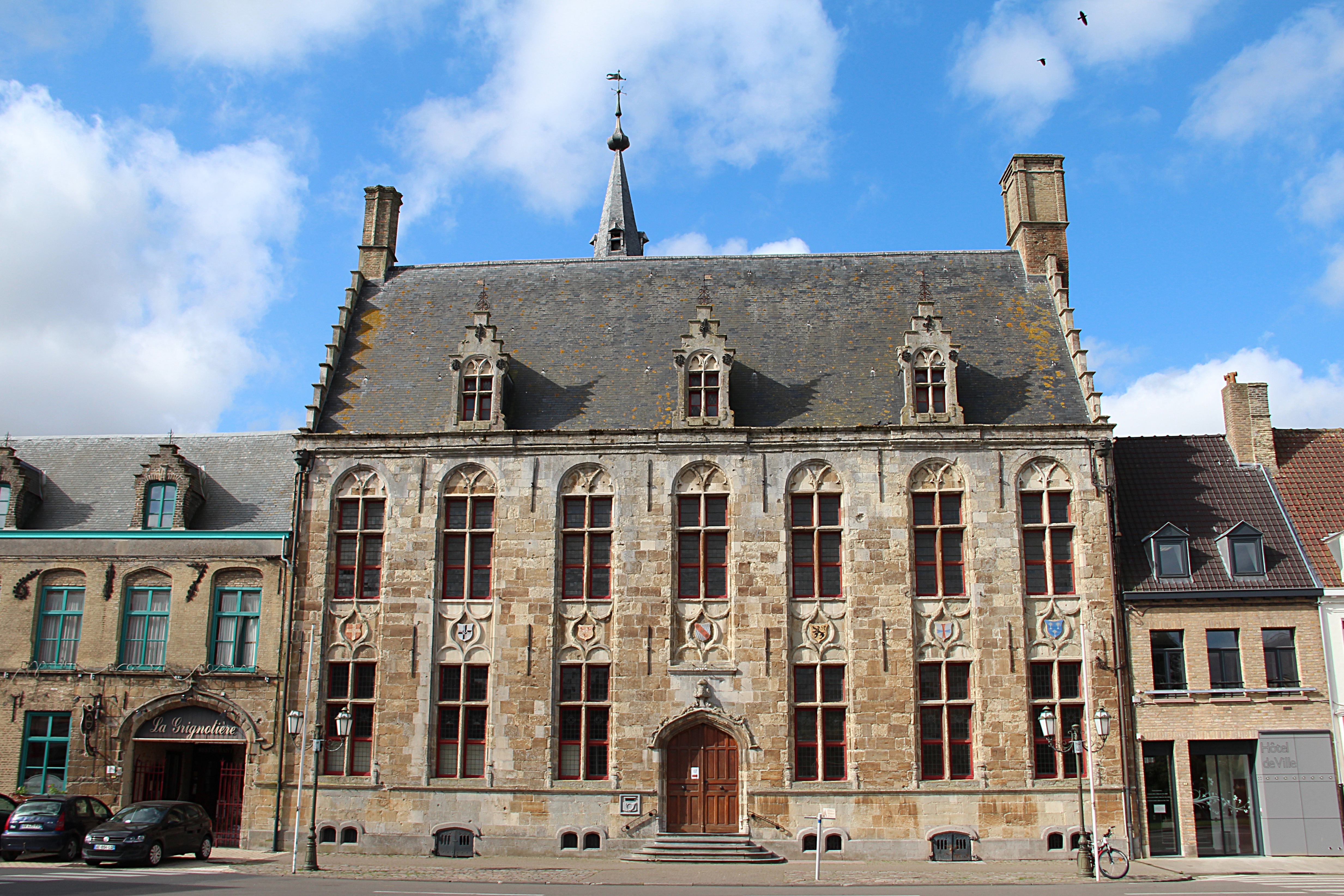
Мэрия
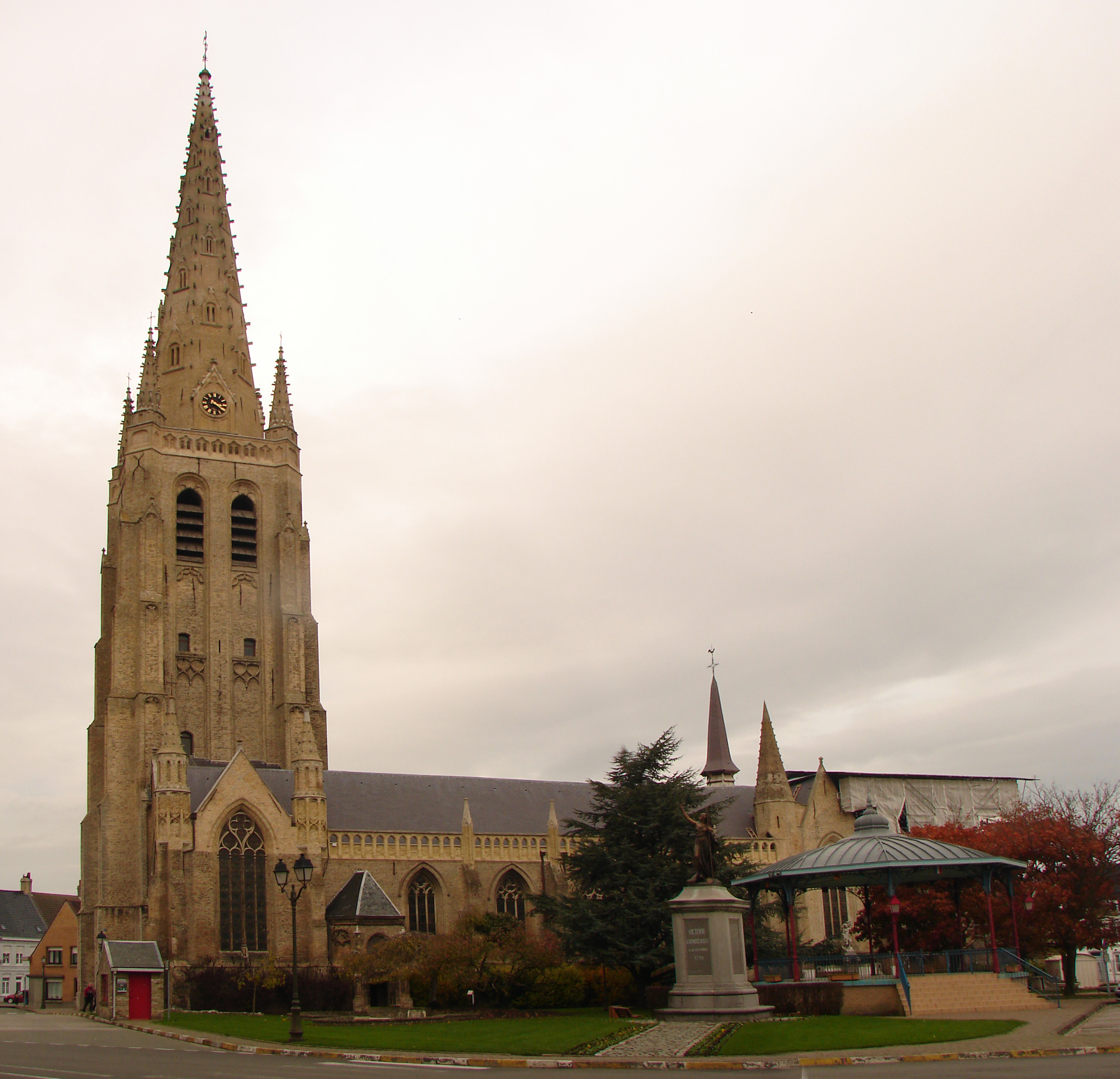
Церковь Святого Ведаста
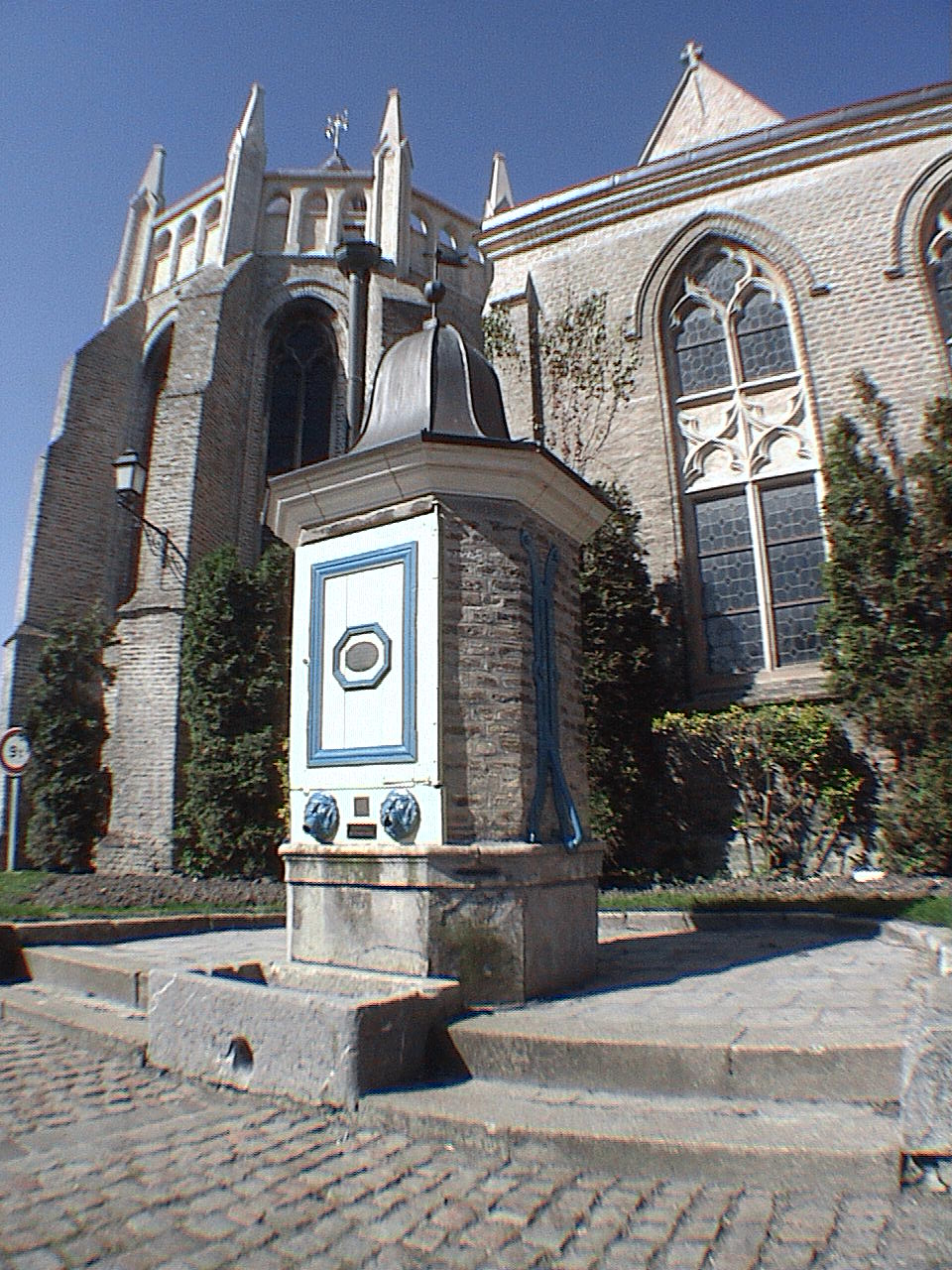
Фонтан
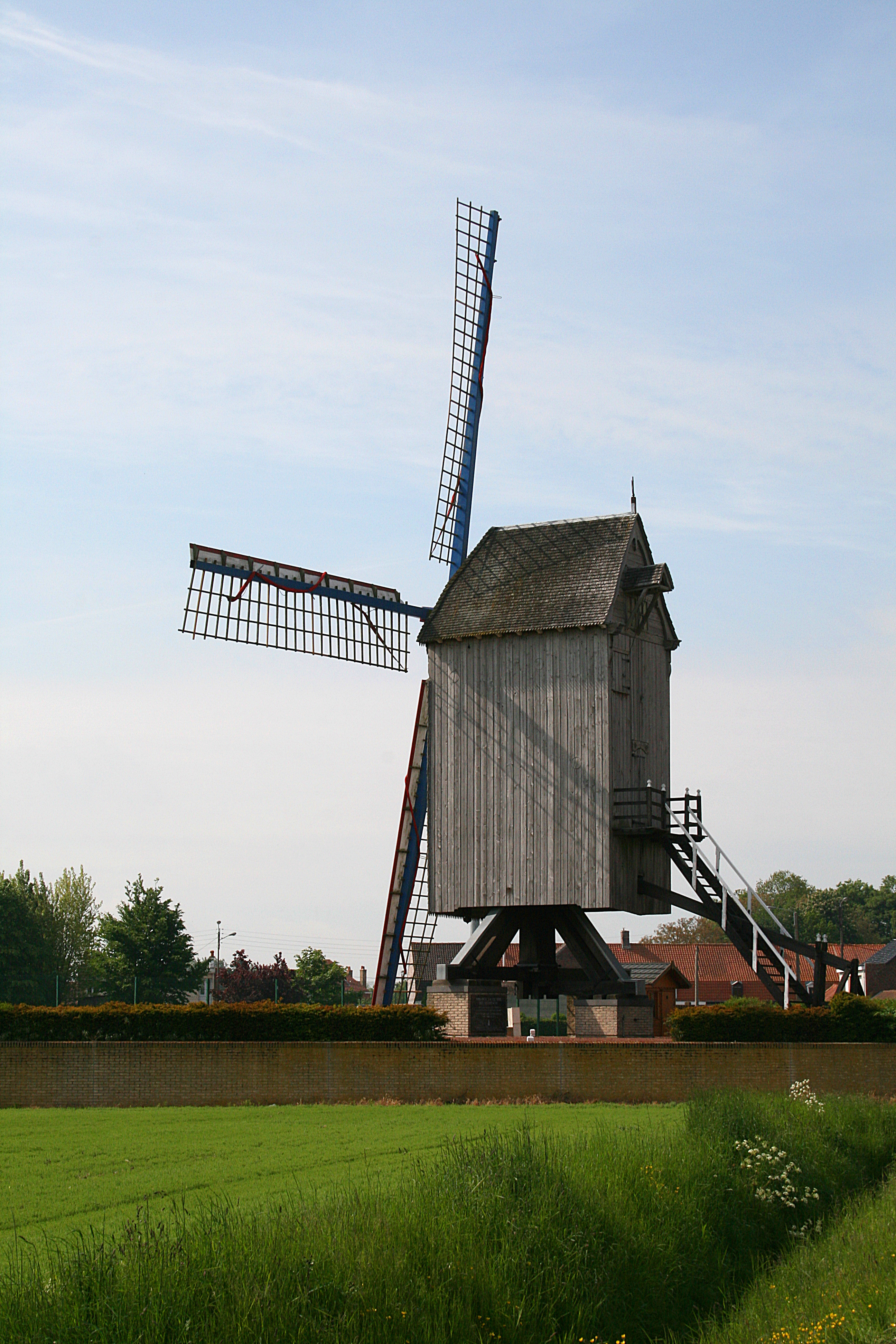
Ветряная мельница
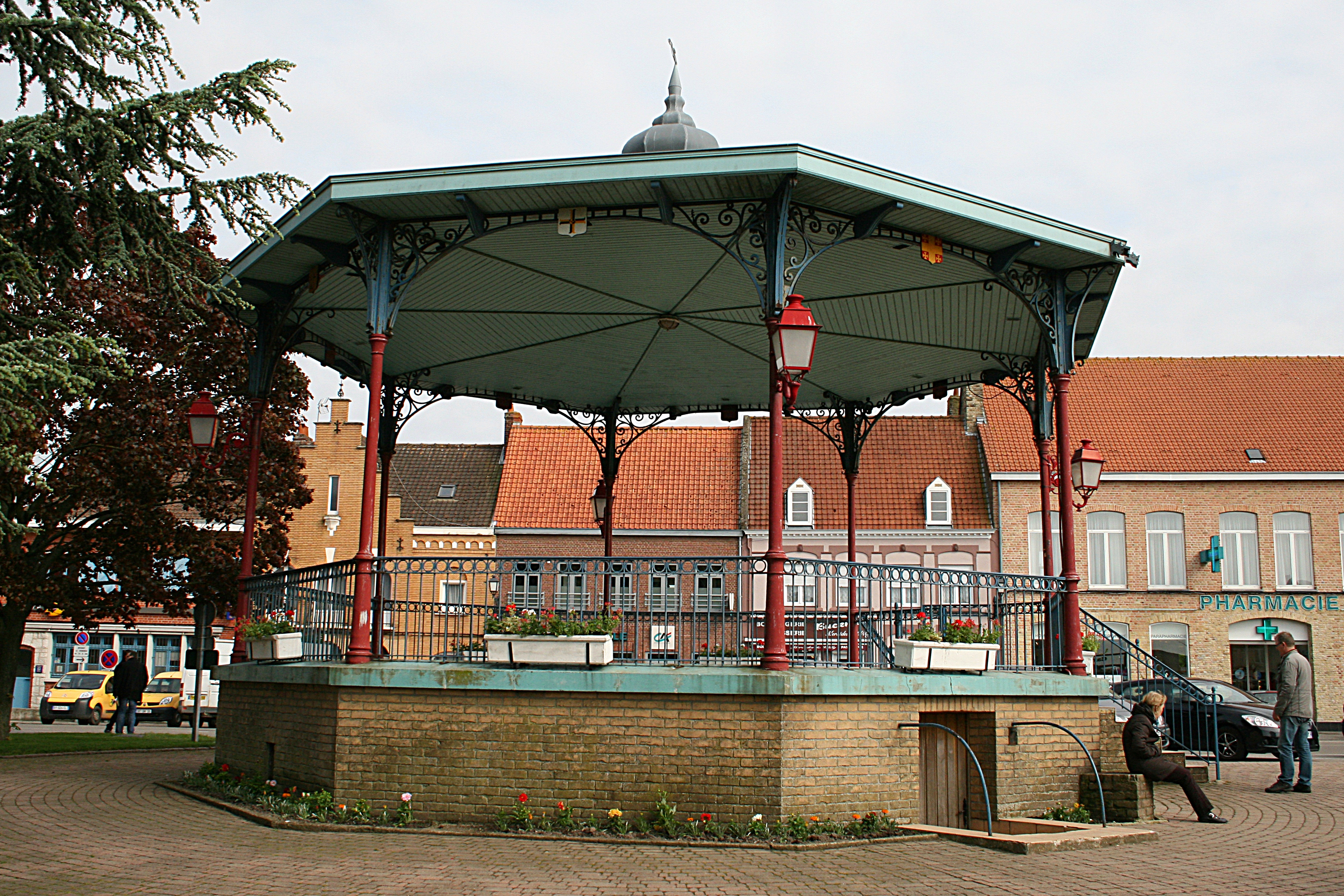
Музыкальная площадка